# Мелес Зенави
Мелес Зенави (на амхарски: መለስ ዜናዊ) е етиопски политик – президент, министър-председател, революционер.
В периода от 28 май 1991 година до 22 август 1995 година е президент на Етиопия. От 22 август 1995 г. до смъртта си заема министър-председателския пост в Етиопия.